# Villamor (La Coruña)
Villamor (llamada oficialmente Santo Estevo de Vilamor) es una parroquia española del municipio de Toques, en la provincia de La Coruña, Galicia.

## Otras denominaciones
La parroquia también se denomina San Esteban de Villamor o San Estebo de Villamor.

## Entidades de población
Entidades de población que forman parte de la parroquia:
- A Fraga
- Cardelle
- Castro (O Castro)
- Couso (O Couso)
- Eirixe
- Irago de Abaixo
- Irago de Arriba
- Pazo de Abaixo (O Pazo de Abaixo)
- Pazo de Arriba (O Pazo de Arriba)
- Penaventosa (A Penaventosa)
- Rañoa
- Saamil (Samil)
- Souto (O Souto)
- Villamor de Abaixo (Vilamor de Abaixo)
- Villamor de Arriba (Vilamor de Arriba)

## Demografía
| Gráfica de evolución demográfica de Villamor entre 2000 y 2019 |
|                                                                |
| Datos según el nomenclátor publicado por el INE.               |